# GDA

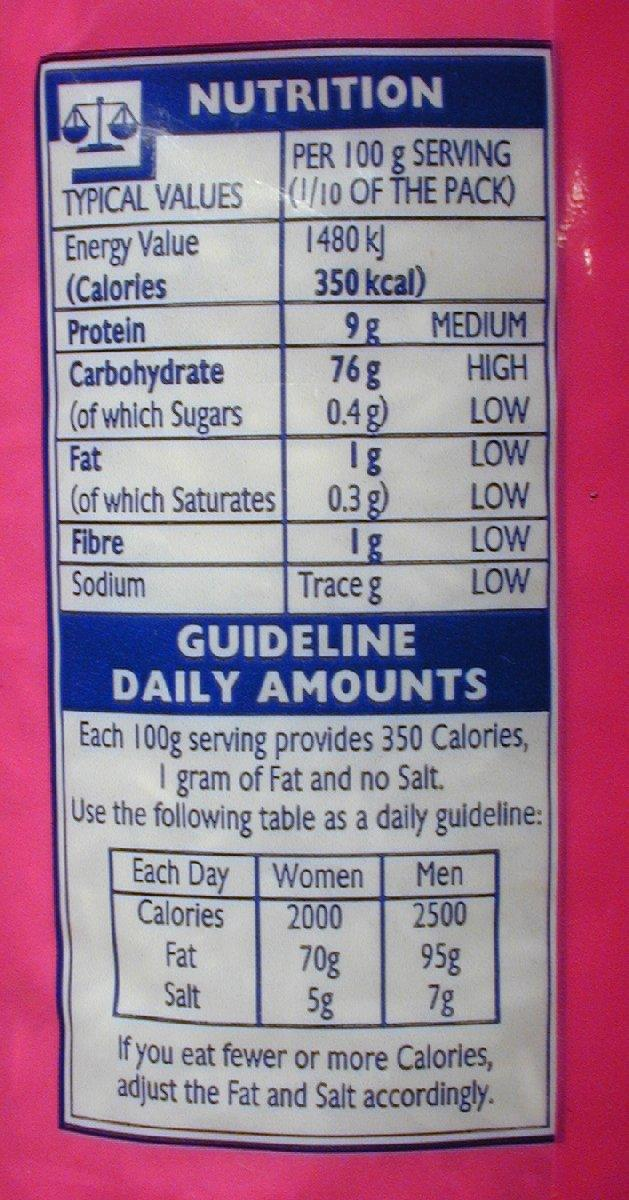
En engelsk etikett. På nedre delen syns GDA.

GDA (Guideline Daily Amount - vägledande dagligt intag) är en produktmärkning som anger produktens näringsvärden i förhållande till rekommenderat dygnsintag.
GDA-märkningen är baserad på det genomsnitt av näringsämnen som en människa bör konsumera under en vanlig dag. GDA-värdena beräknas på ett energiintag av totalt 2000 kcal per dag, som är den rekommenderade nivån för en genomsnittlig vuxen (kvinna). Kalori- och näringsvärdenivåerna kan variera uppåt eller nedåt beroende på kön, ålder och fysisk aktivitetsnivå. Den som rör sig mycket behöver som regel mer energi (kalorier) medan den som rör sig lite behöver färre.
Förutom energivärdet kan även GDA-procent för socker, fett, mättat fett och salt anges på förpackningens framsida, samt mängden av vissa näringsämnen såsom t.ex. kostfiber. På baksidan av förpackningen förklaras vad som menas med GDA och där finns även en näringsvärdestabell.